# In a Gospel Way
Albums de George Jones
We're Gonna Hold On
(1973) The Grand Tour
(1974)
In a Gospel Way est un album de l'artiste américain de musique country George Jones. Cet album est sorti en 1974 sur le label Epic Records.

## Liste des pistes
| No  | Titre                                           | Auteur      | Durée |
| --- | ----------------------------------------------- | ----------- | ----- |
| 1.  | In a Gospel Way                                 |             | 2:37  |
| 2.  | Why Me, Lord?                                   |             | 2:55  |
| 3.  | A Man I Always Wanted to Meet                   |             | 2:21  |
| 4.  | The Baptism of Jesse Taylor                     |             | 2:35  |
| 5.  | Release Me (From My Sin)                        |             | 3:03  |
| 6.  | Amazing Grace                                   | John Newton | 3:19  |
| 7.  | Mama's Hands                                    |             | 2:56  |
| 8.  | God Keeps the Wild Flowers Blooming             |             | 3:10  |
| 9.  | Mama Was a Preacher Man                         |             | 2:59  |
| 10. | I Wonder How John Felt (When He Baptised Jesus) |             | 2:15  |
| 11. | I Can't Find It Here                            |             | 3:15  |

## Positions dans les charts
Album – Billboard (Amérique du nord)
| Année | Chart          | Position |
| ----- | -------------- | -------- |
| 1974  | Albums country | 42       |